# Férfi 200 méteres pillangóúszás az 1974-es úszó-Európa-bajnokságon
Az  1974-es úszó-Európa-bajnokságon a férfi 200 méteres pillangóúszás versenyeit augusztus 18-án tartották. A versenyszámban 19-en indultak. A győztes az magyar Hargitay András lett. A másik magyar induló Sós Csaba a 8. helyen végzett.

## Rekordok
|              | Név           | Nemzet | Idő     | Helyszín   | Dátum               |
| ------------ | ------------- | ------ | ------- | ---------- | ------------------- |
| Világcsúcs   | Mark Spitz    | USA    | 2:00,70 | München    | 1972. augusztus 28. |
| Európa-csúcs | Hans Faßnacht | NSZK   | 2:03,3  | Landskrona | 1971. augusztus 31. |

A versenyen új rekord született:
| Európa-bajnoki csúcs | selejtező | Brian Brinkley  | Egyesült Királyság | 2:05,21 | Bécs, Ausztria | augusztus 18. |
| Európa-bajnoki csúcs | döntő     | Hargitay András | Magyarország       | 2:03,80 | Bécs, Ausztria | augusztus 18. |

## Eredmények
A rövidítések jelentése a következő:
| - Q: továbbjutás időeredmény alapján - ECR: Európa-bajnoki rekord | - WR: világ rekord - ER: Európa-rekord | - NR: országos rekord |

### Selejtezők
| Helyezés | Futam | Név                 | Nemzet             | Idő     | Megj.  |
| -------- | ----- | ------------------- | ------------------ | ------- | ------ |
| 1        | 1     | Brian Brinkley      | Egyesült Királyság | 2:05,21 | Q, ECR |
| 2        | 1     | Michael Kraus       | NSZK               | 2:05,25 | Q      |
| 3        | 3     | Hartmut Flöckner    | NDK                | 2:05,53 | Q      |
| 4        | 2     | Hargitay András     | Magyarország       | 2:05,78 | Q      |
| 5        | 3     | Anders Bellbring    | Svédország         | 2:06,40 | Q      |
| 6        | 2     | Viktor Sarigin      | Szovjetunió        | 2:06,74 | Q      |
| 7        | 2     | Fölkert Meeuw       | NSZK               | 2:06,83 | Q      |
| 8        | 2     | Sós Csaba           | Magyarország       | 2:07,48 | Q      |
| 9        | 3     | Volker Pohl         | NDK                | 2:07,98 |        |
| 10       | 1     | Andrej Avtucsenko   | Szovjetunió        | 2:07,99 |        |
| 11       | 2     | Arturo Lang-Lenton  | Spanyolország      | 2:09,03 |        |
| 12       | 1     | Lars Lindberg       | Svédország         | 2:09,52 |        |
| 13       | 3     | Stephen Nash        | Egyesült Királyság | 2:10,30 |        |
| 14       | 3     | Atle Melberg        | Norvégia           | 2:10,43 |        |
| 15       | 1     | François Deley      | Belgium            | 2:13,80 |        |
| 16       | 3     | Francis White       | Írország           | 2:13,92 |        |
| 17       | 1     | Paraszlev Kalcipisz | Görögország        | 2:15,77 |        |
| 18       | 2     | Michael Rasmussen   | Dánia              | 2:17,23 |        |
| 19       | 3     | Arto Lainekivi      | Finnország         | 2:18,43 |        |

### Döntő
| Helyezés | Név              | Nemzetiség         | Idő     | Megj. |
| -------- | ---------------- | ------------------ | ------- | ----- |
|          | Hargitay András  | Magyarország       | 2:03,80 | ECR   |
|          | Brian Brinkley   | Egyesült Királyság | 2:04,13 |       |
|          | Hartmut Flöckner | NDK                | 2:04,55 |       |
| 4        | Viktor Sarigin   | Szovjetunió        | 2:04,85 |       |
| 5        | Michael Kraus    | NSZK               | 2:05,04 |       |
| 6        | Fölkert Meeuw    | NSZK               | 2:05,64 |       |
| 7        | Anders Bellbring | Svédország         | 2:05,92 |       |
| 8        | Sós Csaba        | Magyarország       | 2:08,94 |       |